# Пацукевич Віктор Олексійович
Пацукевич Віктор Олексійович — український композитор.
Народ. 28 лютого 1948 р. Помер 19 червня 1996 р. 
Автор музики до кінокартин у співавт. з М. Каландьонком: «Голод-33» (1991), «Тримайся, козаче!» (1991), док. фільмів «Просвітлої дороги свічка чорна» (1992, 3 с; реж. С. Чернілевський) та «Хай святиться ім'я твоє» (1992—1993; реж. Н. Акайомова).